# Campionato ucraino di pallavolo femminile
Il campionato ucraino di pallavolo femminile è un insieme di tornei pallavolistici per squadre di club ucraine, istituiti dalla federazione pallavolistica dell'Ucraina.

## Struttura
- Campionati nazionali professionistici:

Superliha: a girone unico, partecipano sette squadre.
- Campionati nazionali non professionistici.

Vyšča Liha: a girone unico, partecipano quattordici squadre;
Perša Liha: a girone unico, partecipano nove squadre.